# Sonic Firestorm
Sonic Firestorm (с англ. — «Звуковая огненная буря») — второй студийный альбом британской пауэр-металической группы DragonForce, выпущенный 11 мая 2004 года на лейбле Noise Records.

## История
Альбом записывался с 6 октября по 12 декабря 2003 года в Thin Ice Studios, в Суррее. Все гитарные партии были записаны в LamerLuser Studios, в Лондоне.
В диск вошла песня «Soldiers of the Wasteland», имеющая самое длинное гитарное соло, и которая являлась самой длинной песней (9:47) DragonForce, до выхода в 2017 году песни The Edge of the World (11:03) в альбоме Reaching into Infinity.
Альбом был повторно выпущен 22 февраля 2010 года наряду с переизданием альбома Valley of the Damned. В него вошёл трек «Cry of the Brave», который изначально был в японском издании альбома.
Композиция «Fury of the Storm» присутствует в плей-листе игры Guitar Hero: Warriors of Rock.

## Список композиций
| №                   | Название                        | Текст песни                      | Музыка              | Длительность |
| ------------------- | ------------------------------- | -------------------------------- | ------------------- | ------------ |
| 1.                  | «My Spirit Will Go On»          | Сэм Тотман, Зиппи Терт           | Тотман              | 7:54         |
| 2.                  | «Fury of the Storm»             | Тотман                           | Тотман              | 6:47         |
| 3.                  | «Fields of Despair»             | Тотман, Герман Ли                | Тотман, Ли          | 5:25         |
| 4.                  | «Dawn Over a New World»         | Тотман                           | Тотман              | 5:13         |
| 5.                  | «Above the Winter Moonlight»    | Вадим Пружанов, Тотман, Ли, Терт | Пружанов            | 7:31         |
| 6.                  | «Soldiers of the Wasteland»     | Терт, Тотман                     | Тотман              | 9:47         |
| 7.                  | «Prepare for War»               | Ли, Терт                         | Ли                  | 6:15         |
| 8.                  | «Once in a Lifetime»            | Тотман, Терт                     | Тотман              | 7:46         |
| 9.                  | «Cry of the Brave (бонус-трек)» | Пружанов, Ли, Тотман, Терт       | Пружанов            | 5:45         |
| Общая длительность: | Общая длительность:             | Общая длительность:              | Общая длительность: | 62:11        |

## Участники записи
- Зиппи Терт — вокал;
- Герман Ли — соло-гитара, ритм-гитара, акустическая гитара;
- Сэм Тотман — соло-гитара, ритм-гитара, акустическая гитара;
- Вадим Пружанов — клавишные;
- Адриан Ламберт — бас-гитара;
- Дэйв Макинтош — ударные.